# Jürgen Lotze
Jürgen Lotze (geboren 2. Oktober 1941 in Sülze; gestorben 15. November 2020) war ein deutscher Arzt, Sozialmediziner, Psychiater, Psychotherapeut und ehemaliger Ärztlicher Direktor des Landeskrankenhauses Lüneburg. In der Behandlung von Heroinsucht galt er als Pionier der Opioid-Substitutionstherapie in Deutschland.

## Leben
Lotze wuchs in einem Dorf bei Celle auf. Nach der Volksschule besuchte er das Hermann-Billung-Gymnasium in Celle, an dem er am 14. Februar 1962 seine Reifeprüfung ablegte. Ab 1962 studierte er Medizin in Marburg, Berlin und Heidelberg und wurde 1968 oder am 18. April 1969 mit seiner Dissertation Vergleich soziologischer Daten bei Herzinfarkt- und Carcinomkranken der Medizinischen Universitätsklinik Heidelberg promoviert.
Von 1972 bis 1974 arbeitete Lotze als Ärztlicher Leiter des hannoverschen Drogenberatungszentrums Drobs. In diesem Zeitraum führte er die erste deutsche Beobachtungsstudie mit Levomethadon zur Behandlung von Opioidabhängigen durch. Anfangs wurden Lotzes Studien zwar von der medizinischen Fachwelt und der offiziellen Drogenpolitik in Deutschland abgelehnt. Doch seine Ergebnisse ließen sich mit den 1965 in den USA publizierten Erfahrungen von Vincent Dole und Marie Nyswander vergleichen, die „die Grundlagen für die Opioidsubstitutionsbehandlung gelegt hatten“. In der Folge richtete Robert Newman in New York City in nur wenigen Monaten „Behandlungskapazitäten für mehrere tausend SubstitutionspatientInnen ein“; im selben Jahr erhielten erste Patienten des Beth Israel Krankenhauses im Rahmen eines „Medical Methadone Maintenance Programmes“ Medikamente für bis zu vier Wochen zur eigenverantwortlichen Einnahme. Die Teilnehmer dieser Gruppe blieben von der etwa ein Jahrzehnt später „grassierenden Ausbreitung des AIDS-Virus verschont.“
Ab 1974 arbeitete Lotze als Arzt in der JVA Hannover. Nach seiner Weiterbildung zum Arzt für Psychiatrie und zum Psychotherapeuten in den Niedersächsische Landeskrankenhaus Wehnen und Landeskrankenhaus Wunstorf wurde er an der Medizinischen Hochschule Hannover (MHH) sowie an der Neurologischen Klinik des Nordstadt-Krankenhauses Hannover tätig.
Ab 5. Januar 1987 bis zu seiner Pensionierung im Jahr 2007 arbeitete er als Psychiater und Psychotherapeut am Landeskrankenhaus Lüneburg, das er zudem als Ärztlicher Direktor leitete. Als solcher war er federführend bei der Umstrukturierung der Klinik im Rahmen der Psychiatriereform in Niedersachsen.
Lotze, der in vielerlei Hinsicht die Fachstelle für Sucht und Suchtprävention unterstützte, wirkte nach seiner Pensionierung weiterhin als Facharzt für Psychiatrie in Lüneburg. Zudem war er Chefarzt der Forensischen Abteilung in Nordniedersachsen.
Ehrenamtlich engagierte er sich zudem als Förderer und im Vorstand des Vereins zur Förderung der „Euthanasie“-Gedenkstätte Lüneburg, als deren „Gründungsvater“ er galt. Antrieb hierzu war sein Wunsch der Verbindung der „Aufarbeitung von Verbrechen mit einem aktiven Erinnern [...], um das gegenwärtige und zukünftige Leben von Menschen mit Behinderungen, psychischen und neurologischen Erkrankungen zu verbessern.“
Als Kommunalpolitiker war er von 1991 bis 1995 Mitglied im Rat der Gemeinde Salzhausen.
Jürgen Lotze starb im Alter von 79 Jahren an den Folgen einer Infektion mit Sars-CoV-2.

## Schriften (Auswahl)
- Jürgen Lotze, Marie-Louise Rabe, Hartmut Stichtenoth: Bericht über die Methadon-Behandlung des niedersächsischen Jugendberatungszentrums Hannover des DPWV. In: Niedersächsisches Ärzteblatt, 46. Jahrgang, Nummer 11 vom 7. Juni 1973, S. 359–362